# Sporidesmium freycinetiae
Sporidesmium freycinetiae är en svampart som beskrevs av McKenzie 1995. Sporidesmium freycinetiae ingår i släktet Sporidesmium, ordningen Pleosporales, klassen Dothideomycetes, divisionen sporsäcksvampar och riket svampar.   Inga underarter finns listade i Catalogue of Life.